# 岩城徳栄
岩城 徳栄（いわき とくえ、1961年3月3日 - ）は日本の元歌手、元タレントである。現在は芸能界を引退し結婚している。タレント時代も本名で活動した。158cm、46kg、石川県輪島市出身。青蘭学院高等学校（のちの青稜高等学校）卒業。タレント時代は新栄プロダクションに所属していた。

## 人物
愛称はピー子。これは、赤ちゃんの頃「ピーピー」泣いてばかりいたので、近所の人からピー子と呼ばれていたことによる。小学生になると「きかん気のピー子」と言われるようになり、地元・輪島では少し有名な存在だったという。
実家は映画館を営む。
歌手としてシングルを5枚リリースしているが、その歌声は「ハスキーかつパンチの効いた」声と評されている。

## 経歴
- 日本テレビ音楽学院で半年間学んだ[4]後、『スター誕生!』に出場。日本テレビ『スター誕生!』の第19回決戦大会で合格。同番組からの50組目の合格者である[4]。
- 1978年1月10日に「ダウン・タウン・ベイビー」の曲でキングレコードよりデビューする[5]。
- 歌手としてはヒットには恵まれなかったもののテレビ朝日『笑アップ歌謡大作戦』ではピー子の愛称で呼ばれ元祖バラドル的なおバカキャラで人気を得る。
- 1980年代前半まではテレビレギュラーを数本持ち、また女優として映画にも数本出演した。
- レギュラー出演していたTBSテレビ『街かどテレビ11:00』の生放送中に突然「明日大きな地震が起こります」と発言[3]。司会者の五木田武信から「そんなことは分からないでしょ」とたしなめられたが、岩城は「本当なんです!本当なんですよ!」と力説した。番組はそのままコマーシャルに入りコマーシャル明けに司会者が謝罪し、その横で岩城は半泣きのまま一緒に頭を下げた。そして岩城はこの日を最後に同番組を降板した。この出来事が岩城の芸能界引退に繋がったとも言及された。
- 芸能界引退後はメディアに姿を現すことはなく結婚しているという[6]。

## 主な出演

### テレビ
- 笑アップ歌謡大作戦（1978年 - 1982年、テレビ朝日） - レギュラー出演
- 野々村病院物語 (最終回)（1981年、TBS） - 新人ナース
- いじわるばあさん第4話「もう!いやんなっちゃうの巻」（1981年11月2日、フジテレビ） - 夢野覚子
- 三波伸介の凸凹大学校（1982年、テレビ東京）
- 独占!女の60分（1982年 - 1983年、テレビ朝日） - リポーター
- 街かどテレビ11:00（1983年 - 1984年、TBSテレビ） - レギュラー出演（前述の『大きな地震が起こる』発言の責任を取る形で降板）。
- 太陽にほえろ!PART2第2話「探偵物語」（1986年12月5日、日本テレビ） - 中野悦子

### 映画
- 野菊の墓（1981年、東映) - とめ
- 燃える勇者（1981年、東映） - クーコ
- 夏服のイヴ（1984年、東宝） - 飯田操

### CM
- 荒川長太郎合名会社（のちのアラクス）『ノーシン』　※出演時のセリフ『頭痛が痛いの〜』が流行した[7]。

## ディスコグラフィ

### シングル
| #              | 発売日         | A/B面          | タイトル                 | 作詞           | 作曲           | 編曲           | 規格品番       |
| キングレコード | キングレコード | キングレコード | キングレコード           | キングレコード | キングレコード | キングレコード | キングレコード |
| -------------- | -------------- | -------------- | ------------------------ | -------------- | -------------- | -------------- | -------------- |
| 1              | 1978年 1月10日 | A面            | ダウン・タウン・ベイビー | 千家和也       | 長戸大幸       | 馬飼野俊一     | GK-154         |
| 1              | 1978年 1月10日 | B面            | 乙女恋                   | 千家和也       | 杉本真人       | 小六禮次郎     | GK-154         |
| 2              | 1978年 6月     | A面            | あいつ                   | 千家和也       | 馬飼野康二     | 馬飼野康二     | GK-200         |
| 2              | 1978年 6月     | B面            | なんとかしなくちゃ       | 千家和也       | 馬飼野康二     | 馬飼野康二     | GK-200         |
| 3              | 1978年 6月     | A面            | ダイナマイト             | 伊藤アキラ     | 小田裕一郎     | 高田弘         | GK-251         |
| 3              | 1978年 6月     | B面            | 秋物語                   | 伊藤アキラ     | 長戸大幸       | 高田弘         | GK-251         |
| ビクター       |                |                |                          |                |                |                |                |
| 4              | 1981年 9月     | A面            | 愚痴ともだち             | 亜蘭知子       | 亜蘭知子       | 長戸大幸       | SV-7147        |
| 4              | 1981年 9月     | B面            | ふられYOKOHAMA           | 亜蘭知子       | 長戸大幸       | 長戸大幸       | SV-7147        |
| ポリスター     |                |                |                          |                |                |                |                |
| 5              | 1983年 7月25日 | A面            | ふられ酒                 | 佐々木勉       | 佐々木勉       | 桜庭伸幸       | 7P-78          |
| 5              | 1983年 7月25日 | B面            | ふられ酒（ピーコ）       | 佐々木勉       | 佐々木勉       | 桜庭伸幸       | 7P-78          |